# Katie Fitzgerald

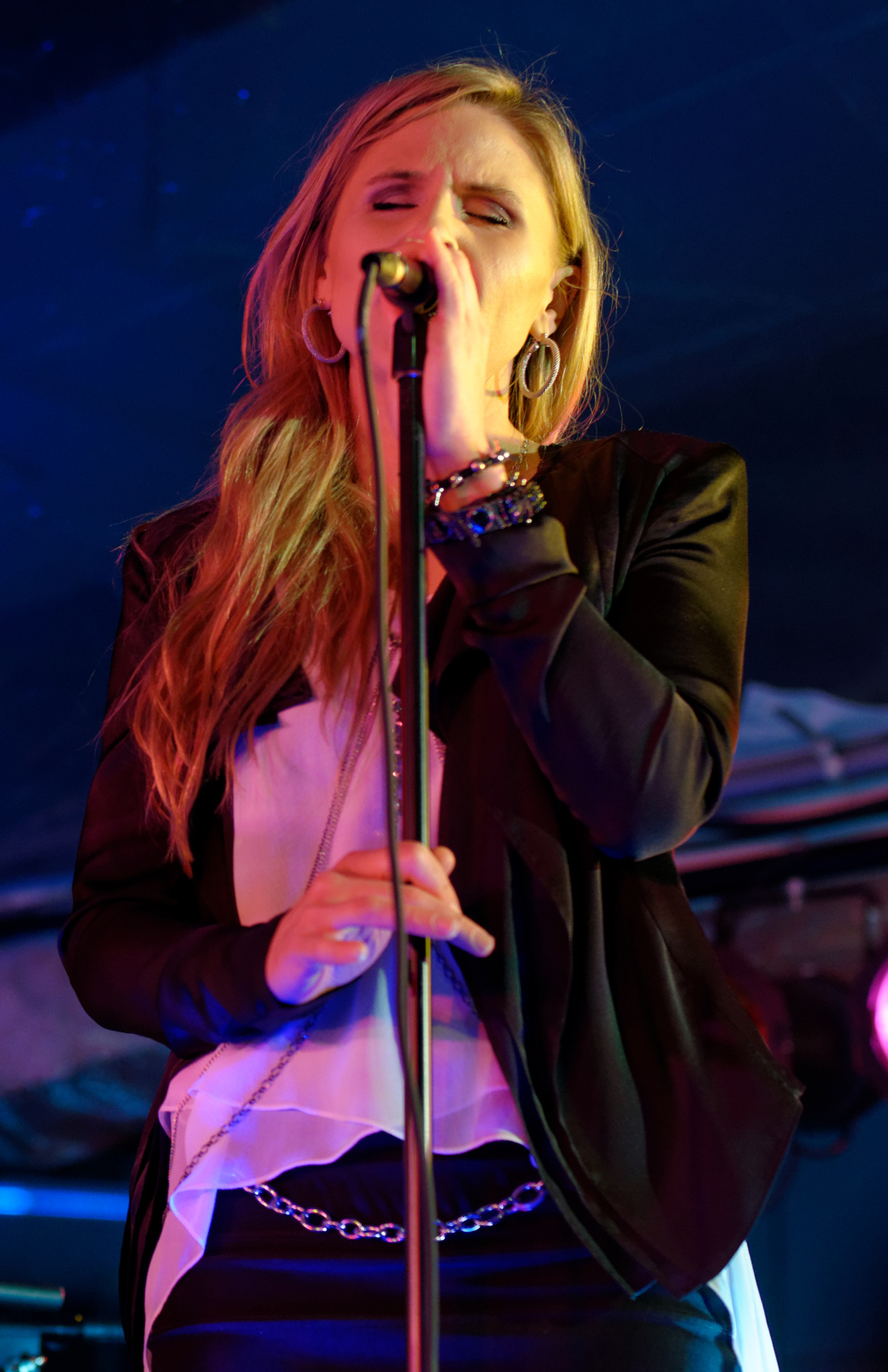
Katie Fitzgerald at the Grammy Museum 2014-02-19.

Katie Fitzgerald é uma vocalista, violonista e harpista estadunidense, notória por ser a vocalista da banda de rock melódico Violet UK.
Além disso, ela é conhecida por ser a cantora que interpretou a música "It Doesn't Get Better Than This", que foi tema de encerramento do filme Um Príncipe em Minha Vida. Também foi a intérprete da música "Hero", que foi o tema oficial do filme Os Cavaleiros do Zodíaco: A Lenda do Santuário. Sua terceira participação em trilhas-sonoras de filmes foi cantando a canção "Depraved Heart Murder at Sanitarium Square", presente no filme Repo! The Genetic Opera: Original Motion Picture Soundtrack.
Outra banda da qual ela faz parte é a "Arbielle and the Winkin’ Wandas"

## Festivais
- 2006 - San Diego Wild Animal Park's Festival of Lights[8]
- 2011 - Harvard ROCKS 2011[2][9]